# Skidtjärnen (Skogs socken, Hälsingland)
Skidtjärnen är en sjö i Söderhamns kommun i Hälsingland och ingår i Skärjåns huvudavrinningsområde. Sjön har en area på 0,603 kvadratkilometer och ligger 63,1 meter över havet.

## Delavrinningsområde
Skidtjärnen ingår i det delavrinningsområde (677443-155621) som SMHI kallar för Utloppet av Näsfjärden. Medelhöjden är 66 meter över havet och ytan är 10,22 kvadratkilometer. Räknas de 47 avrinningsområdena uppströms in blir den ackumulerade arean 212,27 kvadratkilometer. Avrinningsområdets utflöde Skärjån (Tönsån) mynnar i havet. Avrinningsområdet består mestadels av skog (60 procent). Avrinningsområdet har 3,43 kvadratkilometer vattenytor vilket ger det en sjöprocent på 33,6 procent.